# Primærrute

Netzwerk der Primærrutes in rot dargestellt

Eine Primærrute (Pl.: Primærruter, dt.: Primärroute) ist eine mit einer Identifikationsnummer versehene Straße in Dänemark. Primärrouten sind Hauptverkehrsstraßen (dän. hovedvej) und verbinden die großen Städte und die Landesteile. Deshalb führen Primärrouten zu den wichtigen Fährverbindungen des Landes.
Ausgeschildert werden Primärrouten mit schwarzen Zahlen auf gelbem Grund. Ihnen sind die Zahlen von 6 bis 99 zugeteilt; in Ballungsgebieten sind sie, falls es sich um Ringstraßen handelt, mit O1 bis O4 ausgewiesen. Es gibt 37 Straßen mit Primärrouten-Nummerierung.
- Primærrute 6 führt von Køge nach Helsingør.
- Primærrute 8 führt von Nyborg nach Tønder.
- Primærrute 9 führt von Odense über Svendborg nach Spodsbjerg auf Langeland. Sie beginnt dann wieder in Tårs und führt über Maribo nach Nykøbing Falster, wo sie auf die E 55 trifft. Die Fährverbindung von Spodsbjerg nach Tårs wird von der Firma LangelandsFærgen, einer Tochtergesellschaft von DanskeFærgen, betrieben.

- Primærrute 11 führt von Sæd an der deutschen Grenze nach Nørre Uttrup.
- Primærrute 12 führt von Esbjerg nach Viborg.
- Primærrute 13 führt von Anschlussstelle 59 (Hornstrup) auf der E  45 über Viborg zur Anschlussstelle 32 (Sønderup) auf der E 45.
- Primærrute 14 führt von Roskilde nach Næstved.
- Primærrute 15 führt von Grenaa über Århus und Herning nach Søndervig.
- Primærrute 16 führt von Ring 2 in København über Frederiksværk nach Hundested in Nord-Sjælland. Sie beginnt dann wieder in  Grenaa und führt über  Randers, Viborg und Holstebro nach Ringkøbing. Der Fährbetrieb auf der Linie Grenaa-Hundested wurde 1996 eingestellt. Es bestehen jedoch Pläne, die Route wieder zu eröffnen.[1]
- Primærrute 18 führt von Vejle nach Holstebro.
- Primærrute 19 führt vom Hans Knudsens Plads in København an Hillerød vorbei zur Primærrute 16 bei Kloster Æbelholt.

- Primærrute 21 führt von Ring 2 in Valby über Roskilde vorbei an Holbæk zum Fährhafen Odden Færgehavn. Sie beginnt dann wieder in Ebeltoft und führt dann weiter nach Randers. Die Fährlinie Odden-Ebeltoft wird von der Firma Molslinjen A/S betrieben[2]
- Primærrute 22 führt von Kalundborg nach Vordingborg.
- Primærrute 23 führt von der Anschlussstelle 17 (Tølløse) der Primærrute 21 nach Kalundborg, beginnt dann wieder in Juelsminde und führt weiter über die Anschlussstelle 59 (Hornstrup) an der E 45 zur Ausfahrt Grejs der Primærruten 13 und 18. Der Fährbetrieb auf der Linie Juelsminde-Kalundborg wurde 1996 eingestellt.
- Primærrute 24 führt von Aabenraa nach Esbjerg.
- Primærrute 25 führt von Tønder nach Kolding.
- Primærrute 26 führt von Århus nach Hanstholm.
- Primærrute 28 führt von Fredericia über Ringkøbing nach Lemvig.
- Primærrute 29 führt von Hobro nach Hanstholm.

- Primærrute 30 führt von Esbjerg nach Horsens.
- Primærrute 32 führt von Ribe zur Anschlussstelle 65 (Lunderskov-Ost) auf der E 20.
- Primærrute 34 führt von Herning nach Skive.
- Primærrute 35 führt von Hjørring nach Frederikshavn.
- Primærrute 38 führt von Rønne nach Neksø.

- Primærrute 40 führt von Frederikshavn nach Skagen.
- Primærrute 41 führt von Sønderborg zur Anschlussstelle 71 (Aabenraa) auf der E 45.
- Primærrute 42 führt von der Anschlussstelle 72 (AAbenraa-Süd)auf der E 45 nach Tinglev.
- Primærrute 43 führt von Odense nach Faaborg.
- Primærrute 44 führt von Faaborg nach Svendborg und endet beim  Erreichen der Primærrute 9.
- Primærrute 46 führt von Silkeborg nach Randers.
- Primærrute 47 führt von Haderslev zum Kreisverkehr Gabøl.

- Primærrute 52 führt von Juelsminde nach Viborg.
- Primærrute 53 führt von der Primærrute 16 bei Hillerød zur Anschlussstelle 16 (Kirke Sonnerup) auf dem Holbækmotorvejen (Primærrute 21).
- Primærrute 54 führt von Næstved zur Anschlussstelle 37 der E47 westlich von Rønnede.
- Primærrute 55 führt von Aalborg nach Hirtshals.
- Primærrute 57 führt von Holbæk zur Anschlussstelle 37 (Sorø) auf der E 20.
- Primærrute 59 führt von Vordingborg nach Stege.